# Hydrovatus meridionalis
Hydrovatus meridionalis är en skalbaggsart som beskrevs av Abdul-karim och Syed Irtifaq Ali 1986. Hydrovatus meridionalis ingår i släktet Hydrovatus och familjen dykare. Inga underarter finns listade i Catalogue of Life.